# غابرييل أندروز
غابرييل أندروز (بالإنجليزية: Gabrielle Andrews)‏ مواليد 23 ديسمبر 1996، هي لاعبة كرة مضرب أمريكية. هي إحدى بطلات الجراند سلام. أعلى تصنيف لها في الفردي كان المركز الـ 961 في سنة 2012.

## النهائيات

### الزوجي
| الحصيلة | السنة | البطولة           | الأرضية | الشريك         | المنافسون في النهائي            | النقاط في النهائي |
| الوصافة | 2011  | أمريكا المفتوحة   | صلبة    | تايلور تاونسند | إيرينا خروماتشيفا ديمي شورس     | 4–6, 7–5, [5–10]  |
| الفوز   | 2012  | أستراليا المفتوحة | صلبة    | تايلور تاونسند | إيرينا خروماتشيفا دانكا كوفينتش | 5–7, 7–5, [10–6]  |

## روابط خارجية
- غابرييل أندروز على موقع رابطة محترفات التنس (الإنجليزية)
- غابرييل أندروز على موقع الاتحاد الدولي لكرة المضرب (الإنجليزية)